# Генерал-Мариново
Генерал-Мариново (болг. Генерал Мариново) — село в Болгарии. Находится в Видинской области, входит в общину Видин. Население составляет 157 человек.

## Политическая ситуация
Генерал-Мариново подчиняется непосредственно общине и не имеет своего кмета.
Кмет (мэр) общины Видин — Румен Ангелов Видов (Граждане за европейское развитие Болгарии (ГЕРБ)) по результатам выборов.